# Oghamstein von Castlekeeran

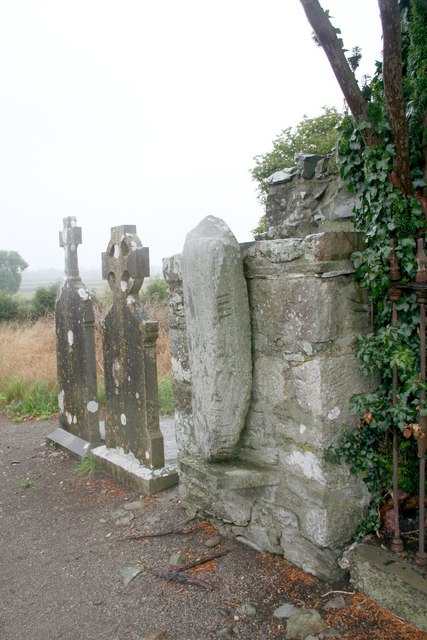
Oghamstein von Castlekeeran

Der Oghamstein von Castlekeeran befindet sich (in verkehrter Position) an der Wand der Kirchenruine des Klosters Castlekeeran (irisch Díseart Chiaráin), nordwestlich von Kells im County Meath in Irland.
Der Oghamstein wurde beim Ausheben eines Grabes gefunden. Die Inschrift lautet „COVAGNI MAQI MUCOI LUGUNI“ – übersetzt: „Cuana, Sohn des Volkes von Luigni“. Die Luigni waren ab dem 8. Jahrhundert in Meath nachweisbar und gaben der Baronie Lune ihren Namen.
Das Kloster ist ein irisches Nationaldenkmal. Es wurde 949 von den Wikingern überfallen und später von Dermot MacMurrough, König von Leinster niedergebrannt.
Auf dem Gelände befinden sich auch drei Hochkreuze aus Sandstein. Ein viertes steht im Fluss.